# Lucius Cassius Longinus
Lucius Cassius Longinus (gestorven 107 v.Chr.) was een Romeinse politicus en militair leider uit de 2e eeuw v.Chr., ten tijde van de Romeinse Republiek. Hij was consul in 107 v.Chr., samen met de bekende generaal Gaius Marius. 
Longinus is vooral bekend om zijn militaire expeditie tegen de Cimbri en Tigurini, een Germaanse en een Keltische stam in Gallië. De expeditie liep uit op een zware nederlaag voor de Romeinen.

## Carrière
In 107 v.Chr. werden Longinus en Marius beiden tot consul verkozen. Marius kreeg de taak om de Jugurthijnse oorlog in Numidië te leiden, terwijl Longinus het bevel kreeg over een leger dat naar Gallië werd gestuurd om de oprukkende Cimbri en Tigurini tegen te houden.

## Militaire expeditie en dood
Longinus trok met zijn leger op naar Gallië. Hij onderschatte echter de militaire capaciteiten van de Tigurini en de snelheid waarmee de Cimbri zich verplaatsten. In het gebied van de Nitiobroges werd zijn leger in een hinderlaag gelokt en vernietigend verslagen door de gecombineerde stammen. Longinus zelf sneuvelde in de strijd. Deze nederlaag was een zware klap voor Rome en leidde tot verdere onrust en militaire hervormingen.
Zijn dood wordt ook vermeld door Julius Caesar in de Commentarii de bello Gallico.